# 真保裕一
真保 裕一（しんぽ ゆういち、1961年5月24日 -）は、日本の小説家、脚本家、元アニメーター。

## 来歴・人物
東京都生まれ。習志野市立第三中学校、千葉県立国府台高等学校を卒業後、『ドラえもん』のような夢あふれるアニメを作りたいと考え、シンエイ動画の採用試験を受けるも、作画能力の不足で不採用となる。シンエイ動画の下請けをしていたオカスタジオなどでアニメーターを経験し、漸くシンエイ動画への入社を果たす。当初は脚本の製作管理を行なう文芸を担当し、『笑ゥせぇるすまん』『おぼっちゃまくん』で演出を担当した。
シンエイ動画に仕事を減らしてもらいながら『連鎖』を書き上げ、1991年に同作で江戸川乱歩賞を受賞。シンエイ動画を退社して小説家に転身した。デビュー間もないころは売り上げが芳しくなく、生活に困窮したため、元同僚から「アルバイトで『クレヨンしんちゃん』の絵コンテを書かないか」と声を掛けられるほどだった。試しに見たところ、あまりにも面白いアニメだったので「呑気なバイトで参加することはスタッフに申し訳ない」と、結局依頼を断った。
シンエイ動画とはその後も草野球チームに参加したり、映画の招待券をもらったりと交流がある。そして、2007年公開の映画『映画ドラえもん のび太の新魔界大冒険 〜7人の魔法使い〜』（『ドラえもん のび太の魔界大冒険』のリメイク）で、脚本を務めた。シンエイ動画所属当時の直属上司であった増子相二郎プロデューサーからオファーを受けての参加である。『映画ドラえもん 新・のび太の宇宙開拓史』、『映画ドラえもん のび太の人魚大海戦』でも再び脚本を担当した。
1998年に『奇跡の人』が読売テレビ制作・日本テレビ系列でドラマ放映され、2000年に『ホワイトアウト』が映画化された。ただし、『奇跡の人』のドラマ化は、単行本の出版元である角川書店が作者に無断で読売テレビに許可してしまったため、真保本人は激怒、版権を角川書店から新潮社に移すという事態にまで発展した。当時、番組をネットしていた日本テレビは「日テレ営業中!」のキャッチフレーズで番宣を展開していたが、真保は「奇跡の人も営業中」というスポットをテレビで目にして、初めてドラマ化を知り仰天したという。現在、同作品の文庫本は新潮社から出版されている。
『連鎖』『取引』など、公務員を題材にした小説は「小役人シリーズ」と呼ばれる。
2009年映画『アマルフィ 女神の報酬』の脚本に参加する。ただし、脚本としてクレジットはされていない。一方で、本人が気に入っていた初期の原案を元に小説『アマルフィ』を書いた。そのため、小説は映画とは内容が大きく異なる。映画の方の脚本は真保と監督の西谷弘が担当したが、真保自身は、スタッフがロケハンをしてきた資料をもとに話の整合性を整えていく役割だったこともあり、「一人で書き上げたわけではない」「小説家仲間にこれが自分の脚本だとは思われたくない」との理由で辞退し、原作という肩書に留まった。
作家としては、主に推理小説、サスペンス小説を中心に手掛けているが、近年は時代小説や経済小説などといった新たなジャンルにも挑戦している。

## 文学賞受賞・候補歴
- 1990年 - 「代償」で第36回江戸川乱歩賞候補[3]。
- 1991年 - 「連鎖」で第37回江戸川乱歩賞受賞[3]。
- 1994年 - 『震源』で第15回吉川英治文学新人賞候補、第47回日本推理作家協会賞（長編部門）候補[3]。
- 1994年 - 「私に向かない職業」で第47回日本推理作家協会賞（短編および連作短編集部門）候補[3]。
- 1995年 - 『ホワイトアウト』で第17回吉川英治文学新人賞受賞、第49回日本推理作家協会賞（長編部門）候補[3]。
- 1997年 - 『奪取』で第10回山本周五郎賞受賞、第50回日本推理作家協会賞（長編部門）受賞[3]。
- 2000年 - 『ボーダーライン』で第122回直木賞候補。
- 2000年 - 『ストロボ』で第123回直木賞候補。
- 2001年 - 『黄金の島』で第125回直木賞候補。
- 2003年 - 『繋がれた明日』で第129回直木賞候補。
- 2006年 - 『灰色の北壁』で第25回新田次郎文学賞受賞[3]。

## ミステリ・ランキング

### 週刊文春ミステリーベスト10
- 1991年 - 『連鎖』2位
- 1993年 - 『震源』10位
- 1995年 - 『ホワイトアウト』2位
- 1996年 - 『奪取』4位
- 1999年 - 『ボーダーライン』8位
- 2001年 - 『黄金の島』19位
- 2002年 - 『誘拐の果実』2位

### このミステリーがすごい!
- 1992年 - 『連鎖』18位
- 1993年 - 『取引』14位
- 1994年 - 『震源』10位
- 1996年 - 『ホワイトアウト』1位
- 1997年 - 『奪取』2位
- 1998年 - 『奇跡の人』18位
- 1999年 - 『密告』20位
- 2000年 - 『ボーダーライン』6位

## 小説

### 現代小説

#### 外交官シリーズ（外交官・黒田康作シリーズ）
- アマルフィ（2009年4月 扶桑社 / 2010年11月 講談社ノベルス / 2013年1月 講談社文庫）
- 天使の報酬（2010年12月 講談社 / 2012年1月 講談社ノベルス / 2021年2月 講談社文庫）
- アンダルシア（2011年6月 講談社 / 2012年2月 講談社ノベルス / 2021年3月 講談社文庫）

#### 「行こう!」シリーズ
- デパートへ行こう!（2009年8月 講談社 / 2012年8月 講談社文庫）
- ローカル線で行こう!（2013年2月 講談社 / 2016年5月 講談社文庫）
- 遊園地に行こう!（2016年8月 講談社 / 2019年6月 講談社文庫）
- オリンピックへ行こう!（2018年3月 講談社 / 2020年5月 講談社文庫）

#### その他
- 連鎖（1991年9月 講談社 / 1994年7月 講談社文庫 / 2021年8月 講談社文庫（新装版））
- 取引（1992年10月 講談社 / 1995年11月 講談社文庫）
- 震源（1993年10月 講談社 / 1996年10月 講談社文庫）
- 盗聴（1994年5月 講談社 / 1997年5月 講談社文庫）
- ホワイトアウト（1995年9月 新潮社 / 1998年8月 新潮文庫）
- 朽ちた樹々の枝の下で（1996年3月 角川書店 / 1999年2月 講談社文庫）
- 奪取（1996年8月 講談社 / 1999年5月 講談社文庫【上・下】 / 2012年6月 双葉文庫【上・下】）
- 奇跡の人（1997年5月 角川書店 / 2000年1月 新潮文庫 / 2023年9月 文春文庫）
- 防壁（1997年10月 講談社 / 2000年7月 講談社文庫）
- 密告（1998年4月 講談社 / 2001年7月 講談社文庫）
- トライアル（1998年7月 文藝春秋 / 2001年5月 文春文庫）
- ボーダーライン（1999年9月 集英社 / 2002年6月 集英社文庫）
- ストロボ（2000年4月 新潮社 / 2003年4月 新潮文庫 / 2016年7月 文春文庫）
- 黄金の島（2001年5月 講談社 / 2004年5月 講談社文庫【上・下】）
- 夢の工房（2001年11月 講談社 / 2003年11月 講談社文庫）
- ダイスをころがせ!（2002年1月 毎日新聞社 / 2005年4月 新潮文庫【上・下】 / 2013年7月 講談社文庫【上・下】）
- 発火点（2002年7月 講談社 / 2005年9月 講談社文庫）
- 誘拐の果実（2002年11月 集英社 / 2005年11月 集英社文庫【上・下】）
- 繋がれた明日（2003年5月 朝日新聞社 / 2006年2月 朝日文庫 / 2008年7月 新潮文庫 / 2023年5月 朝日文庫（新装版））
- クレタ、神々の山へ（2004年6月 岩波書店）
  - 【改題】エーゲ海の頂に立つ（2007年11月 集英社文庫）
- 真夜中の神話（2004年9月 文藝春秋 / 2007年8月 文春文庫）
- 灰色の北壁（2005年3月 講談社 / 2008年1月 講談社文庫）
- 栄光なき凱旋（2006年4月 小学館【上・下】 / 2009年6月 - 8月 文春文庫【上・中・下】）
- 最愛（2007年1月 新潮社 / 2010年11月 文春文庫）
- 追伸（2007年9月 文藝春秋 / 2010年4月 文春文庫）
- ブルー・ゴールド（2010年9月 朝日新聞出版 / 2013年9月 朝日文庫 / 2016年8月 角川文庫）
- 正義を振りかざす君へ（2013年6月 徳間書店 / 2016年3月 徳間文庫）
- アンダーカバー 秘密調査（2014年6月 小学館 / 2017年4月 小学館文庫）
- ダブル・フォールト（2014年10月 集英社 / 2017年10月 集英社文庫）
- 赤毛のアンナ（2016年1月 徳間書店 / 2019年1月 徳間文庫）
- 脇坂副署長の長い一日（2016年11月 集英社 / 2019年11月 集英社文庫）
- 暗闇のアリア（2017年7月 KADOKAWA  / 2022年8月 講談社文庫）
- こちら横浜市港湾局みなと振興課です（2018年11月 文藝春秋 / 2021年10月 文春文庫）
- おまえの罪を自白しろ（2019年4月 文藝春秋 / 2022年5月 文春文庫）
- ダーク・ブルー（2020年3月 講談社 / 2023年8月 講談社文庫）
- シークレット・エクスプレス（2021年8月 毎日新聞出版 / 2024年7月 毎日文庫）
- 英雄（2022年9月 朝日新聞出版）
- 魂の歌が聞こえるか（2024年3月 講談社）
- 共犯の畔（2024年9月 朝日新聞出版）

### 時代小説・歴史小説
- 覇王の番人（2008年10月 講談社 / 2011年9月 講談社文庫【上・下】）
- 天魔ゆく空（2011年4月 講談社 / 2014年4月 講談社文庫【上・下】）
- 猫背の虎 動乱始末（2012年4月 集英社 / 2015年10月 集英社文庫）
- レオナルドの扉（2015年2月 KADOKAWA / 2017年11月 角川文庫 / 2018年1月 角川つばさ文庫 全2巻 イラスト：しゅー）
- 真・慶安太平記（2021年10月 講談社 / 2024年12月 講談社文庫）
- 百鬼大乱（2023年8月 講談社）

## 脚本
- ホワイトアウト（2000年8月19日公開、配給：東宝、監督：若松節朗、主演：織田裕二）
- アマルフィ 女神の報酬（2009年7月18日公開、配給：東宝、監督：西谷弘、主演：織田裕二）※ノンクレジット扱い

## アニメ作品
- 忍者ハットリくん（1981年-1987年、動画[4]）
- パーマン（1983年-1985年、原画[4]）
- あした天気になあれ（1984年-1985年、原画）
- おぼっちゃまくん（1989年-1992年、文芸・脚本・絵コンテ）
- 笑ゥせぇるすまん（1989年-1992年、絵コンテ・演出）
- 藤子不二雄Aの夢魔子（1990年、絵コンテ）
- 映画ドラえもん のび太の新魔界大冒険 〜7人の魔法使い〜（2007年、脚本）
- 映画ドラえもん 新・のび太の宇宙開拓史（2009年、脚本）
- 映画ドラえもん のび太の人魚大海戦 （2010年、脚本）
- 鋼の錬金術師 嘆きの丘の聖なる星（2011年、脚本）
- クラフトパルメザンチーズ×フランダースの犬「幸せのカルボナーラ」（2011年、脚本）[5]
- ゴーちゃん。～モコとちんじゅうの森の仲間たち～（2017年、脚本）

## 漫画原作
- あなたの歌を歌わせて（漫画：そうだふみえ、mimi、講談社、全1巻）

## 映像化作品

### テレビドラマ
- 奇跡の人（1998年10月12日 - 12月14日、全10話、日本テレビ系、主演：山崎まさよし）
- 繋がれた明日（2006年3月4日 - 3月25日、全4話、NHK「土曜ドラマ」、主演：青木崇高）
- 外交官 黒田康作（2011年1月13日 - 3月17日、全10話、フジテレビ系、主演：織田裕二）

### 映画
- ホワイトアウト（2000年8月19日公開、配給：東宝、監督：若松節朗、主演：織田裕二）
- アマルフィ 女神の報酬（2009年7月18日公開、配給：東宝、監督：西谷弘、主演：織田裕二）
- アンダルシア 女神の報復（2011年6月25日公開、配給：東宝、監督：西谷弘、主演：織田裕二）
- おまえの罪を自白しろ（2023年10月20日公開、配給：松竹、監督：水田伸生、主演：中島健人）